# Karen Makishima
Karen Makishima (japanska: 牧島かれん?, Makishima Karen), född 1 november 1976 i Yokosuka, är en japansk politiker som tillhör Liberaldemokratiska partiet (LDP). Sedan oktober 2021 sitter hon i landets regering.
Makishimas far Isao Makishima var assistent till Junichiro Koizumi och ställde upp i valet till överhuset 1998 utan att väljas. Innan hon blev politiker arbetade Makashima som presentatör på TV Kanagawa och Yokosuka FM.
Vid valet till Japans representanthus 2009 valdes hon till LDP:s kandidat i Kanagawas sjuttonde valkrets, som dittills hade varit talmannen Yōhei Kōnos valkrets. Hon förlorade mot Demokratiska partiets kandidat Yōsuke Kamiyama och kom inte heller in på utjämningsmandat. Vid valet 2012 ställde hon upp igen och vann denna gång valkretsen.
Den 4 oktober 2021 blev hon minister i regeringen Kishida I med ansvar för digitala frågor samt reglerings- och administrativ reform. Hon behöll samma portfölj i regeringen Kishida II. Hon lämnade regeringen i samband med ombildningen den 10 augusti 2022.